# 21st Century Tower
21st Century Tower – 55-kondygnacyjny budynek budowany w latach 2001–2003. Ze swoją wysokością 269 m jest czwartym pod względem wysokości apartamentowcem na świecie. Był najwyższym apartamentowcem na świecie  w 2003, ale wyprzedziły go Eureka Tower (Melbourne) i Q1 Tower (Gold Coast) oraz Princess Tower. Budowla została postawiona przy Sheikh Zayed Road w Dubaju, w Zjednoczonych Emiratach Arabskich.

## Wyposażenie
W apartamentowcu znajduje się 400 pokojów mieszkalnych o różnym standardzie. Na ostatnim piętrze znajduje się siłownia, natomiast na dachu basen. W żadnym z pomieszczeń nie ma balkonów. Zastąpione je dużymi oknami, przez które można podziwiać główną arterię miasta, a z wyższych kondygnacji również Zatokę Perską. Ponadto apartamentowiec posiada 7 wind, które są wyposażone w inteligentny system pozwalający na sprowadzenie najbliżej znajdującej się windy na wskazane piętro, a nawet na dach.

## Konstrukcja
Budynek został opracowany i wykonany przez inżynierów z WS Atkins and Partners. Oddział PERI Dubaj otrzymał zlecenie opracowania projektu deskowania, który miał pozwolić na sprostanie wysokim oczekiwaniom m.in. dotyczącym krótkiego czasu powstawania budowli.

## Galeria

21st Century Tower
widok z dołu, po prawej: Rose Rotana Suites, 2017
widok z boku (po lewej), w centrum: Rose Rotana Suites, po prawej: hotel Gevora, 2010
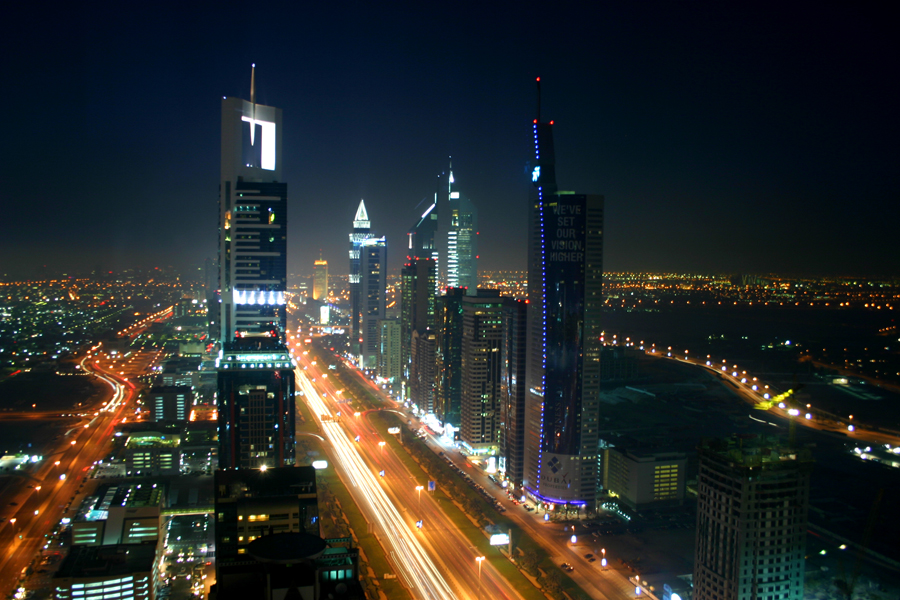
na tle nocnego Dubaju (pierwszy od prawej), 2005